# Julius Braun (Generalleutnant)
Julius Braun (* 15. März 1895 in Erlangen; † 8. Mai 1962 in Ellinghoven) war ein deutscher Offizier, zuletzt Generalleutnant.

## Leben
Julius Braun trat nach seiner Kadettenausbildung am 14. Juli 1913 als Fähnrich in die Königlich Bayerische Armee ein und kam zum 6. Königlich Bayerischen Feldartillerie-Regiment. Bei Ausbruch des Ersten Weltkrieges im Sommer 1914 rückte er als Offiziers-Stellvertreter und Zugführer mit diesem Regiment an die Front. Am 19. September 1914 zum Leutnant befördert, kam zu Sommerbeginn 1915 die Versetzung zur 10. Königlich Bayerischen Gebirgs-Kanonen-Batterie, wo er ebenfalls als Zugführer eingesetzt wurde. Im Herbst 1917 wurde er dann für drei Monate an der Gebirgsartillerie-Schule in Sonthofen eingesetzt und Ende 1917 zum Führer der 10. Königlich Bayerischen Gebirgs-Kanonen-Batterie ernannt. Diese Stellung behielt er dann bis zum Ende des Ersten Weltkrieges.
Nach dem Krieg wurde er dann Anfang 1919 wieder bei seinem alten Regiment eingesetzt, bevor er dann im Frühjahr 1919 zum Freikorps Epp kam. Im Sommer 1919 wurde er Zugführer in das Reichswehr-Artillerie-Regiment 21 und bei der Bildung des 100.000-Mann-Heeres der Reichswehr kam er zum 7. (Bayer.) Artillerie-Regiment. Hier wurde er dann die nächsten Jahre als Batterieoffizier eingesetzt und am 1. Oktober 1924 zur zweijährigen Führergehilfenausbildung in den Stab der 7. Division der Reichswehr nach München kommandiert und am 1. April 1926 zum Hauptmann befördert. Am 1. Oktober 1926 zum Chef der 6. (Gebirgs-)Batterie des 7. (Bayer.) Artillerie-Regiments in Landsberg am Lech ernannt, kam im Sommer 1930 die Versetzung in den Stab der I. Abteilung des 7. (Bayer.) Artillerie-Regiments nach Würzburg. Ab dem Sommer 1933 wurde er dann an der Infanterieschule Dresden eingesetzt und hier am 1. Juli 1934 zum Major befördert. Bei der Erweiterung der Reichswehr zur Wehrmacht wurde er am 1. Oktober 1934 zum Kommandeur der I. Abteilung des Artillerie-Regiments Nürnberg in Ansbach ernannt. Bei der Enttarnung der Verbände wurde er dann am 15. Oktober 1935 Kommandeur der III. Abteilung des Artillerie-Regiments 7 in Augsburg. Am 10. November 1938 zum Kommandeur der II. Abteilung des Artillerie-Regiments 7 in München ernannt, kam am 1. August 1939 die Ernennung zum Kommandeur des Artillerie-Regiments 115.
Zum Beginn des Zweiten Weltkrieges führte er sein Regiment im Sommer 1939 beim Überfall auf Polen. Im Frühjahr 1940 führte er dann das Regiment auch im Westfeldzug. Anfang Februar 1941 wurde er durch die Umbenennung seines Stabes zum Kommandeur des Artillerie-Regiments 114 ernannt. Im Frühjahr 1941 führte er sein Regiment dann in den Balkanfeldzug und im Sommer 1941 dann im Ostfeldzug beim Angriff auf Südrussland. Im Herbst 1941 kam er dann mit seinem Regiment auf der Krim zum Einsatz. Ende September 1942 gab er sein Kommando ab und wurde dafür zum Artillerie-Kommandeur 134 (Arko 134) ernannt. Am 1. April 1943 wurde er zum Generalmajor befördert und kam Ende April 1943 in die Führerreserve. Nach Absolvierung des Divisionsführerlehrgangs in Berlin wurde er im Juli 1943 zur Heeresgruppe A abkommandiert und Mitte August 1943 Kommandeur der 4. Gebirgs-Division am Kuban. Am 1. April 1944 zum Generalleutnant befördert, wurde erneut in die Führerreserve versetzt und am 1. September 1944 zum Höheren Artillerie-Kommandeur 318 (HArko 318) ernannt und bis zum Kriegsende an der Westfront eingesetzt. Er wurde von den westalliierten Besatzungstruppen gefangen genommen und im Frühjahr 1947 wieder entlassen.